# Sojus (Pipeline)

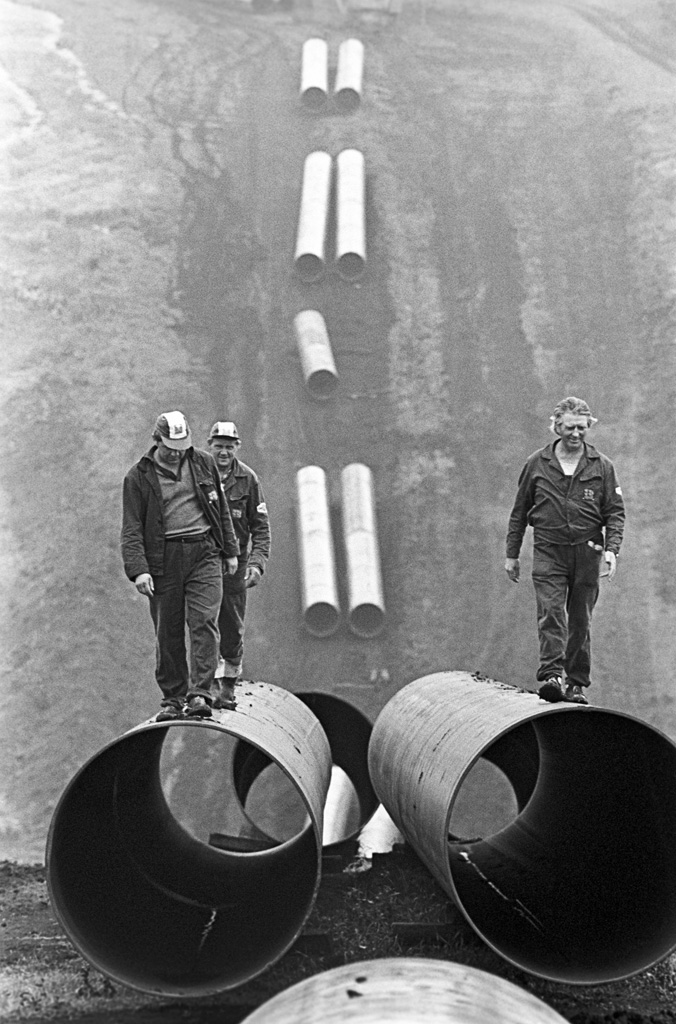
Arbeiter beim Bau (1976)

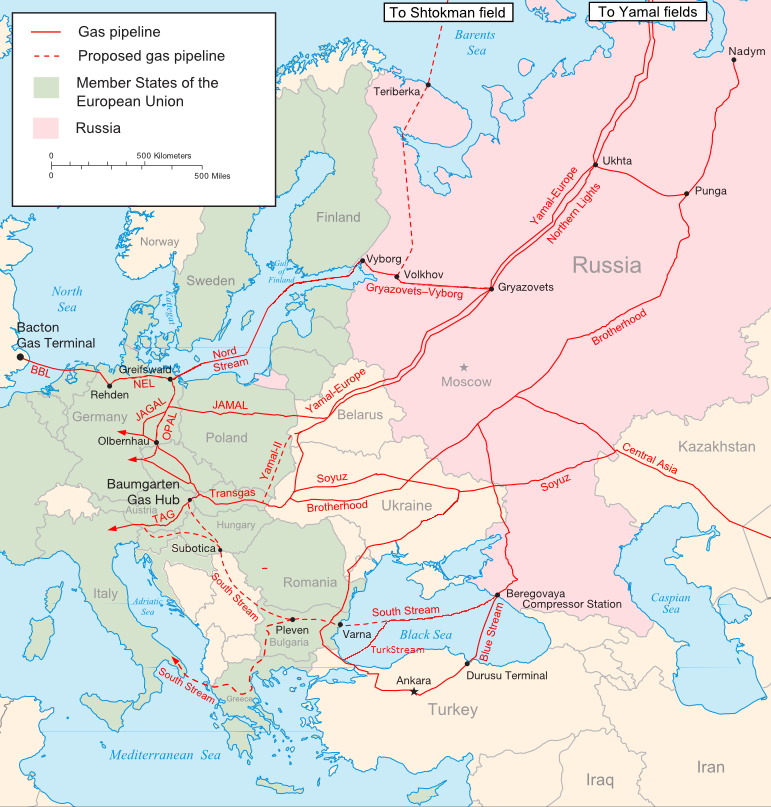
Karte der verschiedenen Trassen von Russland nach Mitteleuropa

Sojus (russisch Союз, international auch Soyuz, deutsch übersetzt als Union, Vereinigung oder Einheit; auch Trasse Orenburg-Westgrenze Sowjetunion genannt) ist eine Erdgastrasse, also eine Strecke von parallelen Ferngastransportrohrleitungen (Pipelines), die von Orenburg in Russland (an der Grenze zu Kasachstan) bis nach Uschhorod in der Ukraine verläuft.
Die Trasse dient der Durchleitung von Gas aus den reichen Vorkommen der südlichen Ural-Region und Zentralasien nach Osteuropa und von dort über die westlich anschließende Transgas-Pipeline nach Mittel- und Westeuropa.

## Geschichte
Im Jahr 1966 wurde bei Bohrungen im Wolga-Ural-Basin etwa 30 Kilometer südlich von Orenburg eines der größten zu diesem Zeitpunkt bekannten Erdgasvorkommen der Welt entdeckt. Neben Gas kommen auch Gaskondensat und Erdöl in bauwürdigen Mengen vor. Das Gas ist besonders reich an Helium, was den Bau einer Abscheidungsanlage zur Gewinnung des kostbaren Edelgases lohnend machte. Ab 1971 wurde das Gasfeld Orenburg von der staatlich-sowjetischen Gasindustrie, der späteren Gazprom, erschlossen. Bis 1974 erreichten Förderung und Aufbereitung in der Aufbereitungsanlage Orenburg ihre volle Leistung.
Der Bau der Sojus-Pipeline erfolgte in den Jahren 1975 bis 1979 als Gemeinschaftsprojekt der RGW-Staaten mit dem Ziel, die „sozialistischen Bruderländer“ der Sowjetunion im Warschauer Pakt (DDR, ČSSR, VR Polen, VR Bulgarien, VR Ungarn) sowie die westlichen Sowjetrepubliken (insbesondere die Ukrainische SSR) mit Erdgas zu versorgen. Im Gegenzug für die sowjetische Erdgaslieferung verpflichteten sich die fünf vorgenannten RGW-Staaten, sich am Bau der Trasse zu beteiligen und jeweils etwa ein Fünftel der Gesamtstrecke, also je 550 Kilometer, einschließlich der dazugehörigen Verdichterstationen unter eigener Regie zu errichten. Der Streckenabschnitt, der von deutschen Arbeitern aus der damaligen DDR erstellt wurde und der unter dem Namen Druschba („Freundschaft“) bekannt ist, liegt im Zentrum der Ukraine. Besonders verdiente Arbeiter erhielten als Anerkennung eine Verdienstmedaille, die von Exekutivkomitee der RGW-Staaten vergeben und vom Leningrader Münzhof (LMD) geprägt wurde.
Nach der Fertigstellung diente die Sojus-Trasse in Kombination mit der westlich anschließenden, wenige Jahre zuvor fertiggestellten Transgas-Trasse durch die Tschechoslowakei auch zur Lieferung von Gas nach Westeuropa. Dies wurde möglich, da die Sowjetunion in den späten 1960er-Jahren, als der Ost-West-Konflikt in eine Phase der Entspannung eintrat, Verhandlungen mit westeuropäischen Ländern (Italien, Österreich, Bundesrepublik Deutschland) über zukünftige Gaslieferungen aufgenommen hatte. Im Gegenzug beteiligten sich diese Länder an der Finanzierung und/oder lieferten im Voraus dringend benötigtes Material und Ausrüstung für den Bau der Pipelines. Das größte Geschäft dieser Art wurde mit den deutsch-sowjetischen Erdgas-Röhren-Verträgen vereinbart.
Mit der Auflösung der Sowjetunion im Jahre 1991, durch die die Ukraine und Kasachstan politisch von Russland unabhängig wurde, wurde die Pipeline zwischen den Ländern aufgeteilt: Der russische Teil blieb in den Händen des bisherigen Betreibers Gazprom, der ukrainische fiel unter die Kontrolle des staatlich-ukrainischen Gaskonzerns Naftohas. Das kasachische Gasunternehmen KazMunayGas bzw. dessen Tochter KazTransGas erhielt von Gazprom eine Beteiligung an den Pipelines und Anlagen im russisch-kasachischen Grenzgebiet.
Ab der Jahrtausendwende entwickelten sich zwischen Russland und der Ukraine zunehmende Streitigkeiten bezüglich des Preises und der angemessenen Vergütung, die die Ukraine für die Lieferung bzw. Durchleitung des russischen Gases erhalten sollte. Der russisch-ukrainische Gasstreit gipfelte ab 2005 mehrfach darin, dass die ukrainische und/oder die russische Seite die Lieferung und Durchleitung von Gas reduzierte oder unterbrach. In der Folge bemühte sich Russland, neue Alternativtrassen zu entwickeln, um weniger von der Durchleitung durch die Ukraine abhängig zu sein, was insbesondere mit den Pipelines Nord Stream und South Stream gelingen sollte.
Mit Stand 2012 waren mehr als die Hälfte der Vorräte in der Lagerstätte Orenburg ausgebeutet; die Produktion ist dort seit den 1990er-Jahren rückläufig. Da zur Kompensation aber neue Vorkommen an anderer Stelle erschlossen wurden und werden, deren Gas ebenfalls über die Sojus-Trasse geleitet wird, ist kein Ende des Betriebes der Pipeline in Sicht. Ab dem Jahr 2012 wird die Pipeline unter Beteiligung deutscher Geldgeber und Anlagenbauunternehmen modernisiert.
Im Verlauf des Russischen Überfalls auf die Ukraine hat das Vorrücken der russischen Truppen im Oblast Luhansk dazu geführt, dass sie die Kontrolle über die Verdichterstation Nowopskow eingenommen haben. Dies veranlasste den ukrainischen Gasnetzbetreiber GTSOU am 10. Mai 2022 den Transit mit bis zu 32,6 Millionen Kubikmeter Gas pro Tag dort und damit nach Westeuropa einzustellen.

## Verlauf
Die Strecke hat eine Gesamtlänge von etwa 2.750 km, wovon etwa 300 km durch kasachisches, 1.600 km durch ukrainisches und der Rest durch russisches Staatsgebiet verläuft. Entlang der Strecke liegen im Abstand von jeweils etwa 100 bis 150 km Verdichterstationen zur Druckerhöhung. Insgesamt sind es 21 Stationen, davon 12 in der Ukraine und zwei in Kasachstan.
Die Sojus-Trasse beginnt an der Aufbereitungsanlage bei Orenburg. Hier erfolgt die Einspeisung von Gas aus dem nahegelegenen Gasfeld (etwa 30 km südlich von Orenburg) und dem Feld Karatschaganak (etwa 100 km südwestlich von Orenburg, in Kasachstan) sowie die Weiterleitung von Gas aus einem Feld bei Dombarowski (etwa 400 km östlich von Orenburg).
Von Orenburg folgt die Trasse dem Fluss Ural in westlicher Richtung und überschreitet hinter der Verdichterstation Alexejewka die kasachische Grenze. Ab hier verläuft die Trasse an der Stadt Uralsk vorbei etwa 300 km durch Kasachstan.
Bei Alexandrow Gai in der Oblast Saratow tritt die Trasse wieder in russisches Gebiet ein. Hier vereinigt sich die Trasse mit der Pipeline Zentralasien – Zentrum (CAC), die Gas aus den zentralasiatischen, ehemaligen Sowjetrepubliken Turkmenistan, Usbekistan und Kasachstan in Richtung des russischen Wirtschaftszentrums heranführt. Es folgt nochmals eine Strecke von etwa 50 km ohne Station durch kasachisches Gebiet, bevor die Trasse östlich von Pallassowka erneut die Grenze nach Russland quert. Über sechs Verdichterstationen und eine Strecke von etwa 600 km geht es von hier, an Antipowka und Frolowo vorbei, bis zur russisch-ukrainischen Grenze.
In der östlichen Ukraine, bei Nowopskow und bei Schebelinka, erfolgt die Einspeisung von weiterem Gas aus dortigen Gasvorkommen sowie die Zusammenführung mit kleineren Nebenzweigen der Trasse „Bruderschaft“ aus Nordwestsibirien. Westlich davon schließt sich hinter Krementschuk der oben erwähnte, von DDR-Arbeitern erbaute Abschnitt „Druschba“ mit Verdichterstationen bei Oleksandriwka, Talne und Hajssyn bis nach Bar an.
Nachdem sich die Sojus-Trasse in der Region Dolyna mit der Haupttrasse Bruderschaft und der dem südlichen Zweig der Trasse Jamal–Europa vereinigt hat, erreicht die gemeinsame Leitung bei Uschhorod an der ukrainisch-slowakischen Grenze ihr Ziel. Hier erfolgt die Übergabe an die Transgas-Pipeline, die das Gas über die Slowakei und Tschechien nach Österreich, Deutschland und von dort weiter an andere westeuropäische Länder leitet.